# Pomponazzi
Pietro Pomponazzi, parfois orthographié Pomponace ou Pomponat, ou encore Pierre de Mantoue, en latin Petrus Pomponatius, né le 16 septembre 1462 à Mantoue et mort le 18 mai 1525 à Bologne, est un philosophe italien et commentateur d'Aristote. Selon Pierre Bayle, « il passa pour l'un des plus excellents philosophes de son siècle ».

## Biographie
Pietro Pomponazzi est né à Mantoue le 16 septembre 1462. Reçu docteur en médecine en 1487, il est nommé professeur à l'Université de Padoue l'année suivante, où il enseigne la philosophie naturelle pendant une vingtaine d'années (1488-1509) en privilégiant la lecture et le commentaire des ouvrages d'Aristote, notamment le traité De l'âme. Il s'oppose entre autres à l'enseignement d'Alessandro Achillini qui, lui, défendait la pensée d'Averroès.
Les opérations militaires de la Ligue de Cambrai l'obligent à quitter Padoue en 1509. Après un séjour à Ferrare en 1510, Pomponazzi s'installe à l'Université de Bologne en 1511 ou 1512. C'est à cette époque qu'il commence à rédiger ses œuvres philosophiques.
Pomponazzi développe sa pensée dans le sens du matérialisme, défendant l'idée qu'un certain nombre de faits qui peuvent sembler miraculeux ne sont en fait que des réalisations d'un ordre naturel encore mal connu des hommes (magnétisme, etc.).
Il subit les polémiques et persécutions de l'Église pour soutenir que, si l'âme humaine est individuellement immortelle selon l'Évangile et selon l'Église, elle est mortelle d'après les doctrines d'Aristote. Son Traité de l'immortalité de l'âme est brûlé en place publique par les inquisiteurs à Venise et fait partie du nombre des ouvrages proscrits par le Concile de Trente.
Pomponazzi bénéficie de la protection du cardinal Pietro Bembo auprès de Léon X. Le livre est soumis à l'Inquisition, puis il est publié de nouveau avec les corrections imposées par cette dernière.
Les Causes des merveilles de la nature ou les Enchantements ne fut publié que trente ans après sa mort, par les soins de Guglielmo Gratarolo.
Il meurt le 18 mai 1525 à Bologne, à l'âge de 62 ans, mais Ercole Gonzague (fils de François II de Mantoue), l'un de ses élèves, fit transporter sa dépouille en l'église Saint-François de Mantoue.

## Œuvres[3]

### Manuscrits
- Commentarii in Aristotelis octo physicorum libros (1518), Paris BNF, Ms. lat. 6533
- Commentarius in Aristotelis libros quatuor de coelo (1521), Paris BNF, Ms. lat. 6534
- Expositio in Aristotelis libros de meteoris (1522), Paris BNF, Ms. lat. 6535
- Lectiones in Aristotelis librum de sensu et sensato (1520), Paris BNF, Ms. lat. 6536
- Commentarius in Aristotelis libros de partibus animalium (s. XVI), Paris BNF, Ms. lat.6537, item 1
- Expositio in duodecimum Aristotelis metaphysicorum librum (s. XVI), Paris BNF, Ms. lat. 6537, item 2
- Expositio super Tertio de anima (1503-1504)
- Quaestiones de anima (1504-1505), Napoli BN, Ms. VIII D.81 (manuscrit rédigé par Antonio Surian, disciple de Pomponazzi, comprend le cours sur le premier livre du De anima ainsi que trois quaestiones sur le troisième livre). Le cours sur le premier livre du De anima est édité dans : Expositio super primo “De anima Aristotelis et commentatoris” (1503) riportata da Antonio Surian, a cura di M. Chianese, Roma, 2018 ; — des extraits sont disponibles dans L. Olivieri, Certezza e gerarchia del sapere. Crisi dell’idea di scientificità nell’aristotelismo del secolo XVI. Con un’appendice di testi inediti di Pomponazzi, Pendasio e Cremonini, Padova, 1983, p. 177-186 ; — B. Nardi, Studi su Pietro Pomponazzi, Firenze, Le Monnier, 1965, p. 154-157 ; — A. Poppi, Corsi inediti dell’insegnamento padovano, vol. II : Quaestiones physicae et animasticae decem : 1499-1500 ; 1503-1504, Padoue, 1970, p. 95-151.
- Quaestiones de anima (1504-1505), Napoli BN, Ms. VIII E.42 (manuscrit anonyme, publié par A. Poppi)

### Ouvrages imprimés
- Tractatus de immortalitate animae, Justinianus Leonardus Rubieriensis, Bologne, 1516, in-8 [= editio princeps], puis de nouveau à Tübingen en 1791 par Christoph Gottfried Bardili :
  - Édition et traduction italienne : Tractatus de immortalitate animae, éd. et trad. par G. Morra, Bologne, Nanni & Fiammenghi, 1954.
  - Édition et traduction allemande : Abhandlung über die Unsterblichkeit der Seele, lateinisch-deutsch, übersetzt und herausgegeben von B. Mojsisch, Hamburg : Meiner, 1990[4]
  - Traduction italienne : Tratatto sull'immortalità dell'anima, trad. V. Perrone Compagni, Firenze, 1999.
  - Édition et traduction française : Traité de l'immortalité de l'âme, trad. par Th. Gontier, Paris, Les Belles Lettres, 2012.
- De fato, libero arbitrio, praedestinatione, providentia Dei libri V (Du destin, du libre arbitre, de la prédestination, de la Providence de Dieu, en cinq livres, écrit en 1515-1520, publication posthume à Bâle, 1556). Défense des croyances catholiques sur la liberté et la Providence, suivie d'un manifeste contre la doctrine de saint Thomas sur la prédestination :
  - Édition du texte latin : Petri Pomponatii Mantuani Libri quinque de fato, de libero arbitrio et de praedestinatione, éd. R. Lemay, Lucani, in aedibus Thesauri mundi, 1957.
  - Traduction italienne : Il fato, il libero arbitrio e la predestinazione, saggio intro., trad. e note di V. Perrone Compagni, Florence, 2004.
- Apologia, Bononiae, 1518 :
  - Traduction italienne : Apologia, introduzione, traduzione e commento di V. Perrone Compagni, Florence, L.S. Olschki ed., 2011.
- De Naturalium Effectuum causis, sive de Incantationibus. Opus Abstrusioris Philosophiae Plenum, & brevissimis historiis illustratum atque ante annos XXXV compositum, nunc primum verò in lucem fideliter editum (Des causes ou des effets naturels, ou Des enchantements, écrit en 1515-1520, publication posthume à Bâle, chez Henricus Petrus, 1556). Pomponazzi propose trois hypothèses pour expliquer les miracles : les forces inconnues de la nature, l'idée de macrocosme, la force de l'imagination :
  - Traduction française (partielle) : Les causes des merveilles de la nature, ou Les enchantements, trad. par H. Busson[5], Rieder, 1930, 295 p.
  - Traduction italienne : De Incantationibus, a cura di V. Perrone Compagni, con la collaborazione codicologica di L. Regnicoli, Firenze, 2011.
- Tractatus acutissimi, utillimi et mere peripatetici, Venetiis : haered. Octaviani Scoti, 1525, calendis martii[6] (recueil posthume contenant divers ouvrages : Tractatus utilissimus in quo disputatur penes quid intensio et remissio formarum (1514), Tractatus de reactione (1515), Tractatus de immortalitate animae (1516), Apologia (1518), Defensorium (1519), Tractatus de nutritione et augmentatione (1521), De naturalium effectuum causis sive de incantationibus (1556)) :
  - Traduction italienne : Tutti i trattati peripatetici, monografia introduttiva, testo critico e note di F.P. Raimondi et J.M. García Valverde, Milano, 2013.

### Reportationes(notes de cours)
- Corsi inediti dell’insegnamento padovano. I : "Super libello de substantia orbis expositio et quaestiones quattuor" (1507) ; II : "Quaestiones physicae et animasticae decem" (1499-1500 ; 1503-1504), éd. A. Poppi, Padoue, Antenore, 1966 et 1970.
- Expositio super primo et secundo "De partibus animalium" (cir. 1523-1524), éd. S. Perfetti, Florence, L.S. Olschki, 2004.
- Expositio super I De anima Aristotelis et Commentatoris 1503 riportata da Antonio Surian (1503-1504), éd. M. Chianese, Rome, Storia e Letteratura, 2018.
- Dubitationes in quartum Meteorologicorum Aristotelis librum, Venitii, 1563.